# میخک زینتی (سرده)
میخک زینتی، میخک درختی (نام علمی: Pittosporum) سرده‌ای است از کرفس‌سانان با ۲۰۰ گونهٔ درختی یا درختچه‌ای به ارتفاع ۲ تا ۳۰ متر که دارای برگ‌های ساده با آرایش مارپیچی یا فراهم و حاشیهٔ صاف یا کمی موّاج و گل‌های خوشبو به‌صورت منفرد یا چتری یا دیهیم است؛ میوهٔ آنها پوشینهٔ چوبی دارد و دانه‌هایشان با مادهٔ صمغ‌مانندی پوشیده شده است.